# 首藤志奈
首藤 志奈（しゅとう ゆきな、12月19日 - ）は、日本の女性声優。大分県出身。ラクーンドッグ所属。

## 略歴
プロ・フィット声優養成所出身。2014年の第三回全日本声優コンテスト「声優魂」にて声優部門入賞。
2022年4月1日付で所属していたプロ・フィットが同年3月末を以てマネジメント事業を終了したことに伴い、ラクーンドッグへ移籍。

## 人物
趣味は梅干しを食べること、特技はバイオリンである。
声優仲間からは「しゅきなちゃん」と呼ばれている。
同事務所所属であり、同じくユニットPrima Portaのメンバーでもある高柳知葉は、ライブのMCやラジオにおけるコメント力を高く評価している。

## 出演
太字はメインキャラクター。

### テレビアニメ
2017年
- アイカツスターズ!（女の子）

2018年
- メルヘン・メドヘン（2018年 - 2019年、ヒルデガルド・フェレ）
- ウマ娘 プリティーダービー（ハルウララ）
- アイカツフレンズ!（ファン、子供）

2019年
- けだまのゴンじろー（女子②）
- 天華百剣 〜めいじ館へようこそ!〜（乱藤四郎）

2020年
- number24（靖也の姉〈次女〉）
- アラド:逆転の輪（ケイト）
- うまよん（ハルウララ〈ピンクウララ〉）
- アイドリッシュセブン Second BEAT!（一織ファンB）

2021年
- IDOLY PRIDE（兵藤雫）
- アイカツプラネット!（観客、子供）
- 東京リベンジャーズ（女子B）
- 精霊幻想記（2021年 - 2024年、オーフィア、グレース） - 2シリーズ
- 結城友奈は勇者である -大満開の章-
- 終末のハーレム（2021年 - 2022年、水原まひる）

2022年
- その着せ替え人形は恋をする（イベント参加者）
- からかい上手の高木さん3（女性）
- シャドウバースF（2022年 - 2023年、6歳の真壁スバル、スバル幼少期、幼いスバル）
- ようこそ実力至上主義の教室へ 2nd Season（諸藤リカ）
- 黒の召喚士（エルフの子、女部下）

2023年
- アイドルマスター シンデレラガールズ U149（同級生B）
- ワールドダイスター（七瀬千景）
- ライアー・ライアー（姫路白雪）
- 幻日のヨハネ -SUNSHINE in the MIRROR-（リュウ）
- うちの会社の小さい先輩の話（女の子）
- 君のことが大大大大大好きな100人の彼女（あーたん）
- 放課後少年花子くん（もっけD）
- ドッグシグナル（2023年 - 2024年、三宅奏音、ティアラ）

2024年
- 望まぬ不死の冒険者（アリゼ）
- ドラえもん（テレビ朝日版第2期）（サッカー部、子猫）
- わんだふるぷりきゅあ!（2024年 - 2025年、烏丸、キラリンベアー）
- 夜のクラゲは泳げない（柳桃子）
- 鬼滅の刃 柱稽古編（寺の子どもたち）
- 小市民シリーズ（店員）
- ダンジョンの中のひと（ギルド職員）
- 転生貴族、鑑定スキルで成り上がる（幼いジャン）

2025年
- どうせ、恋してしまうんだ。（藍〈幼少期〉）
- 地縛少年花子くん2（生徒C、学生A、もっけD、お面の侍女B） - 2シリーズ
- 外れスキル《木の実マスター》 〜スキルの実（食べたら死ぬ）を無限に食べられるようになった件について〜（新婦）
- グリザイア:ファントムトリガー（下級生B）
- 野生のラスボスが現れた!（アリエス）

### 劇場アニメ
- すずめの戸締まり（2022年）
- ウマ娘 プリティーダービー 新時代の扉（2024年、ハルウララ）

### OVA
- ウマ娘 プリティーダービー BNWの誓い（2018年、ハルウララ）
- うまよん（2021年、ハルウララ） - Blu-ray BOX新作ショートアニメ

### Webアニメ
- うまゆる（2022年、ハルウララ）
- ウマ娘 プリティーダービー ROAD TO THE TOP（2023年、ハルウララ[41]）
- SAND LAND: THE SERIES（2024年、少年アレ）

### ゲーム
時期不明
- WAR OF BRAINS（シャーベア、喧騒の神 チャンドラ）

2016年
- ＃コンパス 戦闘摂理解析システム（聖女の親友 修道女マリー）

2017年
- ガルフト!〜ガールズ&フットボール〜（森和海）
- 艦隊これくしょん -艦これ-（大鷹〈春日丸〉、択捉、松輪）
- 逆転オセロニア（ニコ）

2018年
- 少女とドラゴン-幻獣契約クリプトラクト-（2018年 - 2019年、フローレ、クスノキ）
- 城姫クエスト（亀ヶ崎城、諏訪原城）
- 太極パンダ -DRAGON HUNTER-（ルナール）
- 天華百剣 -斬-（乱藤四郎）
- ブラウンダスト（イノ、ミア）
- P.E.T.S.アカデミア（カトレナ）
- ラスト・エリュシオン（シュー、ズラン）

2019年
- 葛唄-カズラウタ-（桐谷のぞみ、ラブリン☆スターズ）
- ムービーマスター（秘書〈女〉）
- グランドサマナーズ（光竜騎神メリッサ）
- 魔王と100人のお姫様（アレクサンダー）

2020年
- 東京コンセプション（テンテ、ミカゲ）
- ステラクロニクル（望海氷、H10・ルイズ）
- マギアレコード 魔法少女まどか☆マギカ外伝（2020年 - 2022年、藍家ひめな）
- アズールレーン（ブルーギル、Z24）
- ブレイブソード×ブレイズソウル（サフィンの篝火）
- モンスターストライク（2020年 - 2025年、ねずみ小僧〈獣神化以降〉、カーティット、ショカモリ）

2021年
- ウマ娘 プリティーダービー（2021年 - 2022年、ハルウララ）
- 精霊幻想記アナザーテイル（オーフィア）
- IDOLY PRIDE（兵藤雫）
- PARQUET（金平仁香）
- 東方ダンマクカグラ（少名針妙丸）
- ちょいと召喚☆モンスターバスケット！（ワッカ&カムイ、アイアンメイデン、スカジ）
- 誰ガ為のアルケミスト（ヘレネー）
- タイムディフェンダーズ（クレメンタイン）
- 「英雄伝説 黎の軌跡」シリーズ（FIO）

2022年
- グランサガ（シニー）
- Shadowverse（提灯のフェアリー、バイオレンスソルジャー、献身の水竜）
- 燐光のレムリア 星空の絆（薫衣、シャノ、ネネミ）
- メイプルストーリー（パラディン〈女〉、ボウマスター〈女〉）
- 勝利の女神：NIKKE（I-DOLL・サン）
- アリスフィクション（ガレス）

2023年
- ファイアーエムブレム エンゲージ（パネトネ）
- OCTOPATH TRAVELER II
- 女神楽園 ガーデス・パラダイス（2023年 - 2024年、バステト、酒呑童子）
- アウタープレーン（シュー）

2024年
- 日常侵食型ミステリーゲーム Project:;COLD 視聴者参加型デスゲーム ALTÆR CARNIVAL（吉永瑠奈）
- Library of Ruina（ティファレト）
- ファイアーエムブレム ヒーローズ（パネトネ）
- ゴーヘルゴー つきおとしてこ（灯）
- アッシュエコーズ-Ash Echoes-（アケー）
- かんぱに☆ガールズ RE:BLOOM（マーユ・メイイェル）
- ホーリーアンデッド 〜非モテでぼっちの死霊術士が、聖女に転生してお友達を増やします〜（キャメロン・ブルーノ）

2025年
- Project:;COLD case.mirage（吉永瑠奈）
- 花束を君に贈ろう-Kinsenka-（霧島梅雨）

時期未定
- 純潔の魔法少女 -UNTITLED MAGICAL GIRL-（南野このみ）
- ウィッチ・アンド・リリィズ（ジョブキャラクター）

### ドラマCD
- ウマ娘 プリティーダービー STARTING GATE 07（2018年、ハルウララ）
- 紅魔闘伝（2018年、マリー）
- 精霊幻想記 14.復讐の叙情詩 ドラマCD付き特装版（2019年、オーフィア[97]）
- 好きって言ったのお前だろうが！（2023年、暁〈子供時代〉[98]）
- さんかくトワイライト（2024年、園村）

### ボイスドラマ
- あまみみ #01（2021年、森近ひなた[99]）
- 距離感バグってる後輩〜全力後輩・風花〜（2022年、小鳥遊風花[100]）
- TVアニメ『ライアー・ライアー』毎月ボイスドラマ（2022年、姫路白雪[101]）
- あにまるている〜豆柴少女との温泉紀行〜（2024年、犬山ゆかり）

### デジタルコミック
- 【百合姫PP】ハロー、メランコリック！【PV】（2019年、女生徒たち[102]）
- ポンポコロボ アト＆スゥ（2021年、園田咲[103]）
- かぎぎつね（2022年、かのん[104]）
- ジュース（2022年、巫女[105]）
- 片腕のエイミー（2023年、エイミー[106]）
- 弟×嫁なんて認めない！（2023年、マユミ[107]）
- 僕が死ぬだけの百物語（2023年、ねんどマン、ユウマの母親[108]、倫の母親[109]）
- 嘘婚ロマン 契約結婚のはずなのに、クールな旦那様に溺愛されています（2023年、岩谷梢[110]）

### ラジオドラマ
※はWebラジオ番組。
- 「紅魔闘伝」L-boom公式ラジオ（2018年※、マリー[111]）

### ラジオ
※はインターネット配信
- 首藤志奈のラジふぁぼ〜水曜日〜（2021年 - 2022年、Phononチャンネル※）[112]
- 菅野真衣・首藤志奈のまいにちだいしゅき！（2022年、OPENREC.tv※）[113]
- 首藤志奈のしゅきほーだいっ！（2023年 - 、ニコニコ生放送※）[114]

### スロット
- シンデレラブレイド4（2021年、バーン[115]）
- 翔べ！ハーレムエース500（2025年、シャルロット[116]）

### テレビ番組
※はインターネット配信。
- チップアンドダイスチャンネル（2018年・2019年、YouTube※） - ゲスト出演[117][118][119]
- アニソン!プレミアム!（2019年 - 2021年、NHK BSプレミアム） - アシスタント[120]
- 旅するゴガク 〜世界とつながる コトバでつながる〜（2019年9月23日、Eテレ） - ナレーション[121]
- そこそこぱかライブTV（Vol.1、2021年7月2日、YouTube※）[122]
- 天空のシェアハウス（2021年7月、NHK総合） - ナレーション
- 超かわいい映像連発!どうぶつピース!!（2021年10月 - 2022年3月、テレビ東京） - 週替わりナレーター
- かまいガチ（2022年5月、テレビ朝日） - マンスリーナレーション
- 浪川&岡本 ボイコミラボ（2022年4月 - 5月、2023年2月、BSJapanext） - ゲスト出演[123][124][125]
- マギアレコード 魔法少女まどか☆マギカ外伝Magia Day 2022（2022年9月12日、アニプレックス公式チャンネル※） - 藍家ひめな 役[126]

### 映像商品
- 内田秀のみんなのためにロケハンしてきました！ Vol.1
- 大西亜玖璃のあなたにアグリー Vol.5
- 新田ひより・首藤志奈の友情DVD〜千葉ロケスペシャル〜
- ウマ娘 プリティーダービー 2nd EVENT「Sound Fanfare！」Blu-ray（2022年）[127]
- ウマ娘 プリティーダービー 3rd EVENT　WINNING DREAM STAGE Blu-ray（2022年）[128]
- 首藤志奈のしゅきほーだいっ！ロケ企画〜沖縄編〜DVD

### 舞台
- プロジェクト・ノエリア 朗読イベント（2022年5月14日、パセラリゾーツグランデ渋谷） - ミュシャ 役[129]
- 朗読劇 KIRAKIRA VOICE LAND VOL.93 MORGUE×CHRONICLE LXIV 「Rapunzel 終わらない螺旋の先へと」（2024年9月14・15日、シアターウィング） - メラース（14日）、アンゼリカ（15日） 役[130]
- 朗読劇 KIRAKIRA VOICE LAND VOL.101 MORGUE×CHRONICLE LXX 「Crescent 絡めとられた指先の向こう」（2025年3月1・2日、シアターウィング） - アンゼリカ（1日）、ユリイカ（2日） 役[131]
- Gakken『5分後に意外な結末』 The Stage vol.2（2025年3月8日、横浜ランドマークホール）[132]
- 朗読劇 KIRAKIRA VOICE LAND VOL.107 MORGUE×CHRONICLE LXXVI 「L'Oiseau Bleu 願い事は泡沫に閉じ込めて」（2025年6月7・8日、シアターウィング） - ミーティア（7日）、クロエ（8日） 役[133]

### その他コンテンツ
2019年
- ＃コンパス 短編アニメ ジャンヌダルク 絆（マリー）

2021年
- 雑誌連載 『声優パラダイスR』「首藤志奈のしゅきなベイベー」（2021年 - 2022年）
- らしんばんラジオ 月替わりパーソナリティ（7月）
- ウマ娘 プリティーダービー 新育成シナリオ「アオハル杯 〜輝け、チームの絆〜」PV（ハルウララ）

2022年
- 直木賞作家×YOASOBI『はじめての』プロジェクトPV
- 書籍『世界が広がる 推し活英語』ダウンロード音声
- 知財系VTuber「星野夜めま」キャラクターボイス

2023年
- 書籍『世界が広がる 推し活韓国語』ダウンロード音声
- サクマ製菓 YouTubeチャンネル「サクマTV」（いっちゃん）
- ハンドレッドノート（テリー）

2024年
- Project:;COLD（吉永瑠奈）

## ディスコグラフィ

### キャラクターソング
| 発売日   | 商品名                                                                                                  | 歌 | 楽曲                                                                                 | 備考                                                                     |
| 2018年   | 2018年                                                                                                  | 2018年 | 2018年                                                                               | 2018年                                                                   |
| -------- | --- | --- | ------------------------------------------------------------------------------------ | ------------------------------------------------------------------------ |
| 1月17日  | ウマ娘 プリティーダービー STARTING GATE 07                                                              | ハルウララ（首藤志奈） | 「今日もウララかケセラセラ!」                                                        | ゲーム『ウマ娘 プリティーダービー』関連曲                                |
| 1月17日  | ウマ娘 プリティーダービー STARTING GATE 07                                                              | スーパークリーク（優木かな）、マチカネフクキタル（新田ひより）、ハルウララ（首藤志奈） | 「PRESENT MARCH♪」 「うまぴょい伝説」                                                | ゲーム『ウマ娘 プリティーダービー』関連曲                                |
| 7月25日  | ウマ娘 プリティーダービー ANIMATION DERBY 03 Special Record!/Find My Only Way                           | スペシャルウィーク（和氣あず未）、サイレンススズカ（高野麻里佳）、トウカイテイオー（Machico）、ウオッカ（大橋彩香）、ダイワスカーレット（木村千咲）、ゴールドシップ（上田瞳）、メジロマックイーン（大西沙織）、エルコンドルパサー（高橋未奈美）、グラスワンダー（前田玲奈）、セイウンスカイ（鬼頭明里）、キングヘイロー（佐伯伊織）、ハルウララ（首藤志奈）、シンボリルドルフ（田所あずさ）、タイキシャトル（大坪由佳）、エアグルーヴ（青木瑠璃子）、ヒシアマゾン（巽悠衣子）、フジキセキ（松井恵理子）、マルゼンスキー（Lynn）、テイエムオペラオー（徳井青空）、ビワハヤヒデ（近藤唯）、ナリタブライアン（相坂優歌）、オグリキャップ（高柳知葉）、スーパークリーク（優木かな）、タマモクロス（大空直美）、イナリワン（井上遥乃）、ウイニングチケット（渡部優衣）、メジロライアン（土師亜文）、メジロドーベル（久保田ひかり）、ナイスネイチャ（前田佳織里）、エイシンフラッシュ（藤野彩水）、マチカネフクキタル（新田ひより）、メイショウドトウ（和多田美咲） | 「うまぴょい伝説」                                                                   | テレビアニメ『ウマ娘 プリティーダービー』エンディングテーマ              |
| 10月10日 | ウマ娘 プリティーダービー ANIMATION DERBY 07                                                            | エルコンドルパサー（高橋未奈美）、オグリキャップ（高柳知葉）、グラスワンダー（前田玲奈）、テイエムオペラオー（徳井青空）、セイウンスカイ（鬼頭明里）、ハルウララ（首藤志奈）、タイキシャトル（大坪由佳） | 「Special Record!」                                                                  | テレビアニメ『ウマ娘 プリティーダービー』関連曲                          |
| 2020年   | | |                                                                                      |                                                                          |
| 5月10日  | Shine Purity〜輝きの純度〜                                                                              | 星見プロダクション | 「Shine Purity〜輝きの純度〜」                                                       | 『IDOLY PRIDE』関連曲                                                    |
| 5月23日  | 「天華百剣 -斬-」 Shy×Shy×Shining!!! EP                                                                 | 粟田口国吉（柴田芽衣）、乱藤四郎（首藤志奈）、毛利藤四郎（吉田有里） | 「Shy×Shy×Shining!!!」                                                               | ゲーム『天華百剣 -斬-』関連曲                                            |
| 2021年   | | |                                                                                      |                                                                          |
| 2月10日  | IDOLY PRIDE                                                                                             | 星見プロダクション | 「IDOLY PRIDE」                                                                      | テレビアニメ『IDOLY PRIDE』オープニングテーマ                            |
| 2月10日  | IDOLY PRIDE                                                                                             | 星見プロダクション | 「The Sun, Moon and Stars」                                                          | テレビアニメ『IDOLY PRIDE』エンディングテーマ                            |
| 2月10日  | IDOLY PRIDE                                                                                             | 星見プロダクション | 「サヨナラから始まる物語」                                                           | 『IDOLY PRIDE』関連曲                                                    |
| 3月10日  | Shining Days                                                                                            | サニーピース | 「Shining Days」 「SUNNY PEACE HARMONY」                                             | 『IDOLY PRIDE』関連曲                                                    |
| 3月17日  | ウマ娘 プリティーダービー WINNING LIVE 01                                                               | スペシャルウィーク（和氣あず未）、サイレンススズカ（高野麻里佳）、トウカイテイオー（Machico）、マルゼンスキー（Lynn）、オグリキャップ（高柳知葉）、ゴールドシップ（上田瞳）、ウオッカ（大橋彩香）、ダイワスカーレット（木村千咲）、タイキシャトル（大坪由佳）、グラスワンダー（前田玲奈）、メジロマックイーン（大西沙織）、エルコンドルパサー（髙橋ミナミ）、シンボリルドルフ（田所あずさ）、エアグルーヴ（青木瑠璃子）、マヤノトップガン（星谷美緒）、メジロライアン（土師亜文）、ライスシャワー（石見舞菜香）、アグネスタキオン（上坂すみれ）、ウイニングチケット（渡部優衣）、サクラバクシンオー（三澤紗千香）、スーパークリーク（優木かな）、ハルウララ（首藤志奈）、マチカネフクキタル（新田ひより）、ナイスネイチャ（前田佳織里）、キングヘイロー（佐伯伊織） | 「GIRLS' LEGEND U」                                                                  | ゲーム『ウマ娘 プリティーダービー』オープニングテーマ                    |
| 3月17日  | ウマ娘 プリティーダービー WINNING LIVE 01                                                               | スペシャルウィーク（和氣あず未）、サイレンススズカ（高野麻里佳）、トウカイテイオー（Machico）、マルゼンスキー（Lynn）、オグリキャップ（高柳知葉）、ゴールドシップ（上田瞳）、ウオッカ（大橋彩香）、ダイワスカーレット（木村千咲）、タイキシャトル（大坪由佳）、グラスワンダー（前田玲奈）、メジロマックイーン（大西沙織）、エルコンドルパサー（髙橋ミナミ）、シンボリルドルフ（田所あずさ）、エアグルーヴ（青木瑠璃子）、マヤノトップガン（星谷美緒）、メジロライアン（土師亜文）、ライスシャワー（石見舞菜香）、アグネスタキオン（上坂すみれ）、ウイニングチケット（渡部優衣）、サクラバクシンオー（三澤紗千香）、スーパークリーク（優木かな）、ハルウララ（首藤志奈）、マチカネフクキタル（新田ひより）、ナイスネイチャ（前田佳織里）、キングヘイロー（佐伯伊織） | 「うまぴょい伝説」                                                                   | ゲーム『ウマ娘 プリティーダービー』関連曲                                |
| 7月21日  | 百華繚乱 参                                                                                             | 粟田口国吉（柴田芽衣）、乱藤四郎（首藤志奈）、毛利藤四郎（吉田有里） | 「Shy×Shy×Shining!!!」                                                               | ゲーム『天華百剣 -斬-』関連曲                                            |
| 8月25日  | 「マギアレコード魔法少女まどか☆マギカ外伝」Music Collection 2                                           | ネオマギウス | 「イデオロギー」                                                                     | ゲーム『マギアレコード 魔法少女まどか☆マギカ外伝』関連曲                 |
| 10月27日 | IDOLY PRIDE Collection Album [奇跡]                                                                     | 星見プロダクション | 「Fight oh! MIRAI oh!」                                                              | 『IDOLY PRIDE』関連曲                                                    |
| 10月27日 | IDOLY PRIDE Collection Album [奇跡]                                                                     | サニーピース | 「サマー♡ホリデイ」                                                                  | 『IDOLY PRIDE』関連曲                                                    |
| 12月22日 | IDOLY PRIDE Collection Album [約束]                                                                     | サニーピース | 「EVERYDAY! SUNNYDAY!」 「song for you」                                             | 『IDOLY PRIDE』関連曲                                                    |
| 12月22日 | IDOLY PRIDE Collection Album [約束]                                                                     | 星見プロダクション | 「Pray for you」                                                                     | 『IDOLY PRIDE』関連曲                                                    |
| 2022年   | | |                                                                                      |                                                                          |
| 2月9日   | ウマ娘 プリティーダービー WINNING LIVE 03                                                               | タイキシャトル（大坪由佳）、ミホノブルボン（長谷川育美）、ライスシャワー（石見舞菜香）、ハルウララ（首藤志奈）、マチカネフクキタル（新田ひより） | 「WINnin' 5 -ウイニング☆ファイヴ-」                                                  | ゲーム『ウマ娘 プリティーダービー』関連曲                                |
| 2月9日   | ウマ娘 プリティーダービー WINNING LIVE 03                                                               | アグネスデジタル（鈴木みのり）、シンコウウインディ（高田憂希）、スマートファルコン（大和田仁美）、ハルウララ（首藤志奈） | 「UNLIMITED IMPACT」                                                                 | ゲーム『ウマ娘 プリティーダービー』関連曲                                |
| 2月9日   | ウマ娘 プリティーダービー WINNING LIVE 03                                                               | サイレンススズカ（高野麻里佳）、タイキシャトル（大坪由佳）、アグネスデジタル（鈴木みのり）、ミホノブルボン（長谷川育美）、ライスシャワー（石見舞菜香）、アグネスタキオン（上坂すみれ）、シンコウウインディ（高田憂希）、スマートファルコン（大和田仁美）、ハルウララ（首藤志奈）、マチカネフクキタル（新田ひより）、メジロドーベル（久保田ひかり）、キングヘイロー（佐伯伊織） | 「うまぴょい伝説」                                                                   | ゲーム『ウマ娘 プリティーダービー』関連曲                                |
| 2月22日  | 『ウマ娘 プリティーダービー』Solo Vocal Tracks Vol.4 -4th EVENT SPECIAL DREAMERS!!-                     | ハルウララ（首藤志奈） | 「WINnin' 5 -ウイニング☆ファイヴ-（Game Size）」 「Never Looking Back（Game Size）」 | ゲーム『ウマ娘 プリティーダービー』関連曲                                |
| 4月27日  | ウマ娘 プリティーダービー WINNING LIVE 05                                                               | アグネスデジタル（鈴木みのり）、マヤノトップガン（星谷美緒）、スマートファルコン（大和田仁美）、ニシノフラワー（河井晴菜）、ハルウララ（首藤志奈）、マーベラスサンデー（三宅麻理恵）、ナイスネイチャ（前田佳織里）、ツインターボ（花井美春） | 「RUN×RUN!」                                                                         | ゲーム『ウマ娘 プリティーダービー』関連曲                                |
| 4月27日  | ウマ娘 プリティーダービー WINNING LIVE 05                                                               | スペシャルウィーク（和氣あず未）、サイレンススズカ（高野麻里佳）、トウカイテイオー（Machico）、オグリキャップ（高柳知葉）、ゴールドシップ（上田瞳）、メジロマックイーン（大西沙織）、テイエムオペラオー（徳井青空）、ナリタブライアン（衣川里佳）、シンボリルドルフ（田所あずさ）、アグネスデジタル（鈴木みのり）、タマモクロス（大空直美）、マヤノトップガン（星谷美緒）、メジロライアン（土師亜文）、アドマイヤベガ（咲々木瞳）、サクラバクシンオー（三澤紗千香）、スマートファルコン（大和田仁美）、ニシノフラワー（河井晴菜）、ハルウララ（首藤志奈）、マーベラスサンデー（三宅麻理恵）、ミスターシービー（天海由梨奈）、メジロドーベル（久保田ひかり）、ナイスネイチャ（前田佳織里）、マチカネタンホイザ（遠野ひかる）、ツインターボ（花井美春）、サトノダイヤモンド（立花日菜）、キタサンブラック（矢野妃菜喜）、サクラチヨノオー（野口瑠璃子）、メジロアルダン（会沢紗弥）、ヤエノムテキ（日原あゆみ）、ナリタトップロード（中村カンナ） | 「うまぴょい伝説」                                                                   | ゲーム『ウマ娘 プリティーダービー』関連曲                                |
| 6月29日  | それを人は“青春”と呼んだ                                                                                | サニーピース | 「全力！絶対！！カウントダウン！！！」                                               | 『IDOLY PRIDE』関連曲                                                    |
| 10月4日  | 『ウマ娘 プリティーダービー』Solo Vocal Tracks Vol.5 -4th EVENT SPECIAL DREAMERS!! EXTRA STAGE-         | ハルウララ（首藤志奈） | 「We are DREAMERS!!（Game Size）」                                                   | ゲーム『ウマ娘 プリティーダービー』関連曲                                |
| 2023年   | | |                                                                                      |                                                                          |
| 2月1日   | IDOLY PRIDE Collection Album [未来]                                                                     | 天動瑠依（雨宮天）、兵藤雫（首藤志奈） | 「クロッカスの扉」                                                                   | 『IDOLY PRIDE』関連曲                                                    |
| 2月1日   | IDOLY PRIDE Collection Album [未来]                                                                     | 兵藤雫（首藤志奈） | 「drop」                                                                             | 『IDOLY PRIDE』関連曲                                                    |
| 2月1日   | IDOLY PRIDE Collection Album [未来]                                                                     | ぱじゃパ！ | 「パジャマパーティー」                                                               | 『IDOLY PRIDE』関連曲                                                    |
| 2月1日   | IDOLY PRIDE Collection Album [未来]                                                                     | サニーピース | 「SUNNY PEACE for You and Me！」                                                     | 『IDOLY PRIDE』関連曲                                                    |
| 3月29日  | アニメ『うまゆる』アルバム                                                                              | スペシャルウィーク（和氣あず未）、サイレンススズカ（高野麻里佳）、トウカイテイオー（Machico）、マルゼンスキー（Lynn）、オグリキャップ（高柳知葉）、ゴールドシップ（上田瞳）、ウオッカ（大橋彩香）、ダイワスカーレット（木村千咲）、グラスワンダー（前田玲奈）、メジロマックイーン（大西沙織）、エルコンドルパサー（髙橋ミナミ）、テイエムオペラオー（徳井青空）、シンボリルドルフ（田所あずさ）、エアグルーヴ（青木瑠璃子）、アグネスデジタル（鈴木みのり）、セイウンスカイ（鬼頭明里）、ファインモーション（橋本ちなみ）、マヤノトップガン（星谷美緒）、ユキノビジン（山本希望）、アグネスタキオン（上坂すみれ）、イナリワン（井上遥乃）、ウイニングチケット（渡部優衣）、エアシャカール（津田美波）、トーセンジョーダン（鈴木絵理）、ナカヤマフェスタ（下地紫野）、ナリタタイシン（渡部恵子）、ハルウララ（首藤志奈）、マチカネフクキタル（新田ひより）、メイショウドトウ（和多田美咲）、キングヘイロー（佐伯伊織）、マチカネタンホイザ（遠野ひかる）、ダイタクヘリオス（山根綺）、ツインターボ（花井美春）、シリウスシンボリ（ファイルーズあい）、ツルマルツヨシ（青山吉能）、シンボリクリスエス（春川芽生）、タニノギムレット（松岡美里）、ハッピーミーク（吉咲みゆ） | 「うまぴょい伝説（Game Size）」                                                      | Webアニメ『うまゆる』エンディングテーマ                                  |
| 5月10日  | アニメ『ウマ娘 プリティーダービー ROAD TO THE TOP』アルバム                                             | ナリタトップロード（中村カンナ）、アドマイヤベガ（咲々木瞳）、テイエムオペラオー（徳井青空）、メイショウドトウ（和多田美咲）、カレンチャン（篠原侑）、ハルウララ（首藤志奈）、ライスシャワー（石見舞菜香）、オグリキャップ（高柳知葉） | 「うまぴょい伝説（Anime Size）」                                                     | Webアニメ『ウマ娘 プリティーダービー ROAD TO THE TOP』エンディングテーマ |
| 5月24日  | Gemstones                                                                                               | 星見プロダクション | 「Gemstones」                                                                        | 『IDOLY PRIDE』関連曲                                                    |
| 12月6日  | Let'sGo!Let'sGo!ピース！ピース！                                                                        | サニーピース | 「Let'sGo!Let'sGo!ピース！ピース！」 「Daytime Moon」                                | 『IDOLY PRIDE』関連曲                                                    |
| 2024年   | | |                                                                                      |                                                                          |
| 3月20日  | IDOLY PRIDE Collection Album [chronicle]                                                                | 星見プロダクション | 「MELODIES」                                                                         | 『IDOLY PRIDE』関連曲                                                    |
| 3月20日  | IDOLY PRIDE Collection Album [chronicle]                                                                | サニーピース | 「Hi5でピースサイン！」                                                              | 『IDOLY PRIDE』関連曲                                                    |
| 4月7日   | カラフルムーンライト                                                                                    | サンフラワードールズ | 「カラフルムーンライト」                                                             | テレビアニメ『夜のクラゲは泳げない』関連曲                               |
| 4月28日  | lovely weather                                                                                          | サンフラワードールズ | 「lovely weather」                                                                   | テレビアニメ『夜のクラゲは泳げない』関連曲                               |
| 5月24日  | 劇場版『ウマ娘 プリティーダービー 新時代の扉』オリジナル・サウンドトラック                              | ジャングルポケット（藤本侑里）、アグネスタキオン（上坂すみれ）、マンハッタンカフェ（小倉唯）、ダンツフレーム（福嶋晴菜）、フジキセキ（松井恵理子）、テイエムオペラオー（徳井青空）、ナリタトップロード（中村カンナ）、メイショウドトウ（和多田美咲）、アドマイヤベガ（咲々木瞳）、オグリキャップ（高柳知葉）、ダイワスカーレット（木村千咲）、アグネスデジタル（鈴木みのり）、ユキノビジン（山本希望）、ライスシャワー（石見舞菜香）、エアシャカール（津田美波）、カレンチャン（篠原侑）、ゴールドシチー（香坂さき）、トーセンジョーダン（鈴木絵理）、ハルウララ（首藤志奈）、キングヘイロー（佐伯伊織）、ヒシミラクル（春日さくら） | 「うまぴょい伝説」                                                                   | 劇場アニメ『ウマ娘 プリティーダービー 新時代の扉』エンディングテーマ     |
| 6月26日  | 夜のクラゲは泳げない Original Soundtrack                                                                | サンフラワードールズ | 「カラフルムーンライト」                                                             | テレビアニメ『夜のクラゲは泳げない』関連曲                               |
| 6月26日  | 夜のクラゲは泳げない Original Soundtrack                                                                | サンフラワードールズ | 「lovely weather」                                                                   | テレビアニメ『夜のクラゲは泳げない』関連曲                               |
| 7月31日  | 「夜のクラゲは泳げない」Blu-ray Vol.2 特典CD「カラフルムーンライト 柳桃子ver.／鈴村あかりver.」         | 柳桃子（首藤志奈） | 「カラフルムーンライト 柳桃子ver.」                                                  | テレビアニメ『夜のクラゲは泳げない』関連曲                               |
| 8月28日  | 「夜のクラゲは泳げない」Blu-ray Vol.3 特典CD「lovely weather 瀬藤メロver.／柳桃子ver.／鈴村あかりver.」 | 柳桃子（首藤志奈） | 「lovely weather 柳桃子ver.」                                                        | テレビアニメ『夜のクラゲは泳げない』関連曲                               |
| 12月25日 | Daydream café                                                                                           | 成宮すず（相川奏多）、兵藤雫（首藤志奈）、赤崎こころ（豊崎愛生）、ココア（佐倉綾音）、チノ（水瀬いのり） | 「Daydream café」                                                                    | 『IDOLY PRIDE』関連曲                                                    |
| 2025年   | | |                                                                                      |                                                                          |
| 1月22日  | ラブリー♡♡♡♡♡♡                                                                                          | サニーピース | 「ラブリー♡♡♡♡♡♡」 「MELODIES（サニーピースver.）」                                  | 『IDOLY PRIDE』関連曲                                                    |
| 1月22日  | ラブリー♡♡♡♡♡♡                                                                                          | 兵藤雫（首藤志奈）、白石千紗（高尾奏音） | 「Tiny Tiny Drops」                                                                  | 『IDOLY PRIDE』関連曲                                                    |
| 3月19日  | IDOLY PRIDE Collection Album [Resonance]                                                                | 星見プロダクション | 「パラダイス！」 「星色のカレイドスコープ」                                          | 『IDOLY PRIDE』関連曲                                                    |
| 3月19日  | IDOLY PRIDE Collection Album [Resonance] 初回生産限定盤                                                 | 兵藤雫（首藤志奈） | 「星色のカレイドスコープ」                                                           | 『IDOLY PRIDE』関連曲                                                    |
| 5月30日  | Girls in wonderland                                                                                     | 成宮すず（相川奏多）、兵藤雫（首藤志奈）、鈴村優（麻倉もも）、長瀬琴乃（橘美來）、川咲さくら（菅野真衣） | 「Girls in wonderland」                                                              | 『IDOLY PRIDE』関連曲                                                    |
| 7月9日   | ありがとう to You                                                                                       | 星見オールスターズ | 「ありがとう to You」                                                                | 『IDOLY PRIDE』関連曲                                                    |